# نادي سيكولا ليونزيو
سيكولا ليونزيو  وغالبا ما يسمى ليونزيو، هو نادي كرة قدم يقع في لنتيني. في 2018-2019 النادي صعد إلى الدوري الإيطالي الدرجة الثالثة. تأسس النادي في عام 1909، وفاز  بالدوري الإيطالي الدرجة الرابعة.

## التاريخ
النادي تم تغييره للمرة الأولى في تاريخه في الدوري الإيطالي الدرجة الثالثة في موسم 1945-1946.

## رابط خارجي
- (بالإيطالية) الموقع الرسمي